# Hubivka
Hubivka (in ucraino Гу́бівка?; in russo Гу́бовка?, Gubovka) è un centro abitato dell'Ucraina.